# Carex akitaensis
Carex akitaensis là một loài thực vật có hoa trong họ Cói. Loài này được Fujiw. mô tả khoa học đầu tiên năm 1987.